# Campus Andrés Bello (Universidad de Chile)

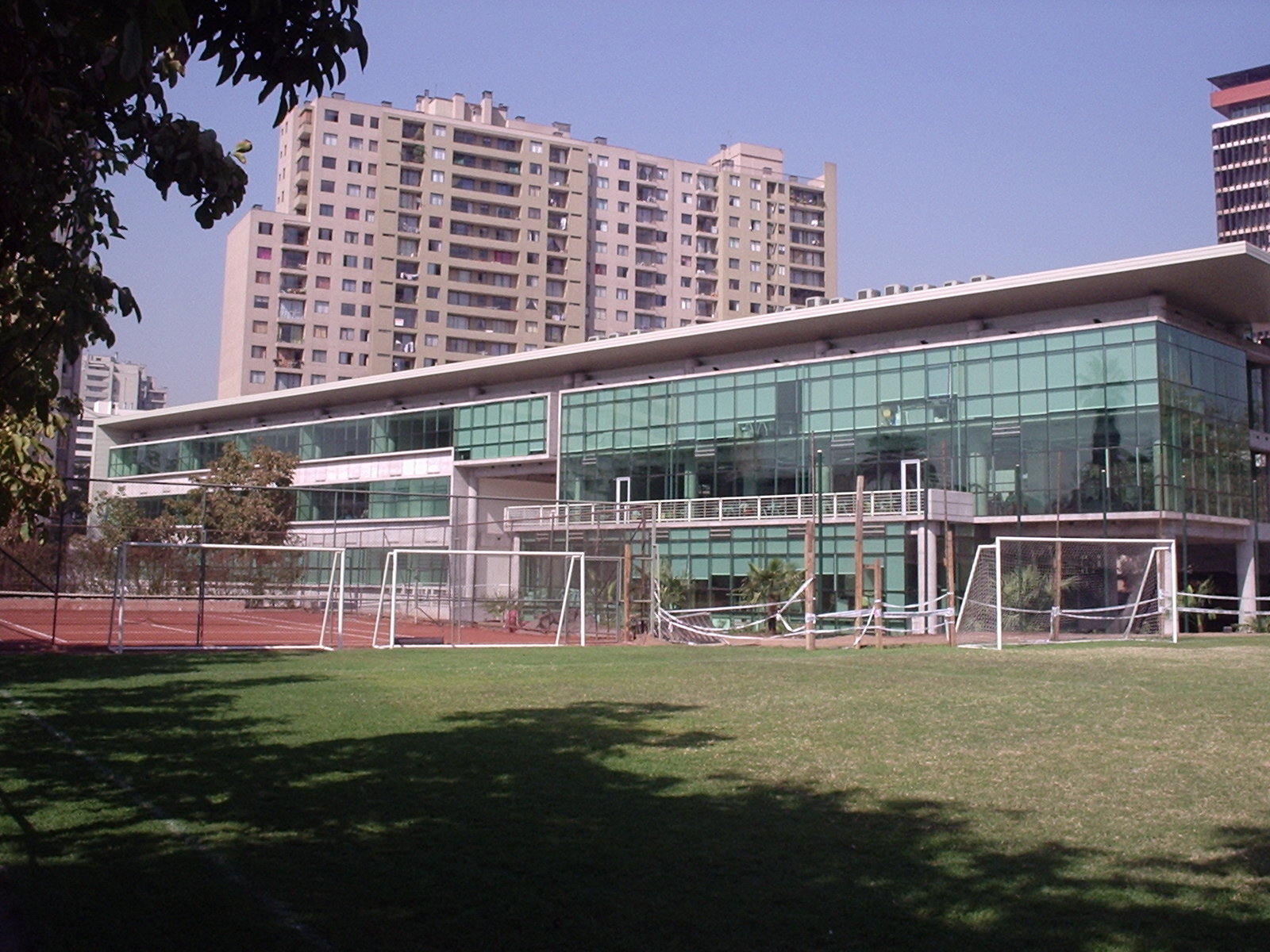
Facultad de Economía y Negocios (FEN)

El Campus Andrés Bello es un campus de la Universidad de Chile, ubicado en la comuna de Santiago. Lleva el nombre de Andrés Bello, jurista y maestro venezolano que fuera el primer rector de la casa de estudios.

## Facultades
En el campus se ubican la Facultad de Arquitectura y Urbanismo (FAU), la Facultad de Economía y Negocios (FEN), la Facultad de Gobierno de la Universidad de Chile, la Facultad de Derecho, las oficinas administrativas de la universidad que ocupan la Torre 15, correspondiente a la Remodelación San Borja, el Instituto de Estudios Avanzados de Educación (IE) y la sede de la Federación de Estudiantes de la Universidad de Chile (FECh).